# سوراخ بین‌بطنی
در مغز، سوراخ بین‌بطنی (به انگلیسی: Interventricular Foramina) (یا Foramina of Monro، سوراخ مونرو) کانال هایی هستند که جفت بطن های جانبی را با بطن سوم در خط میانی مغز متصل می کنند. این کانال‌ها، به مایع مغزی-نخاعی تولید شده در بطن‌های جانبی امکان داده تا به بطن سوم رسیده و سپس ازآنجا به بقیه سامانه بطنی مغز روند. همچنین دیواره‌های فورامن بین بطنی شامل شبکه مشیمیه‌ای نیز می شوند، که یک ساختار تولید کننده CSF بوده و با بطن های جانبی و بطن سوم، در پایین و بالای آن پیوستگی دارد.